# Ardrestenarna

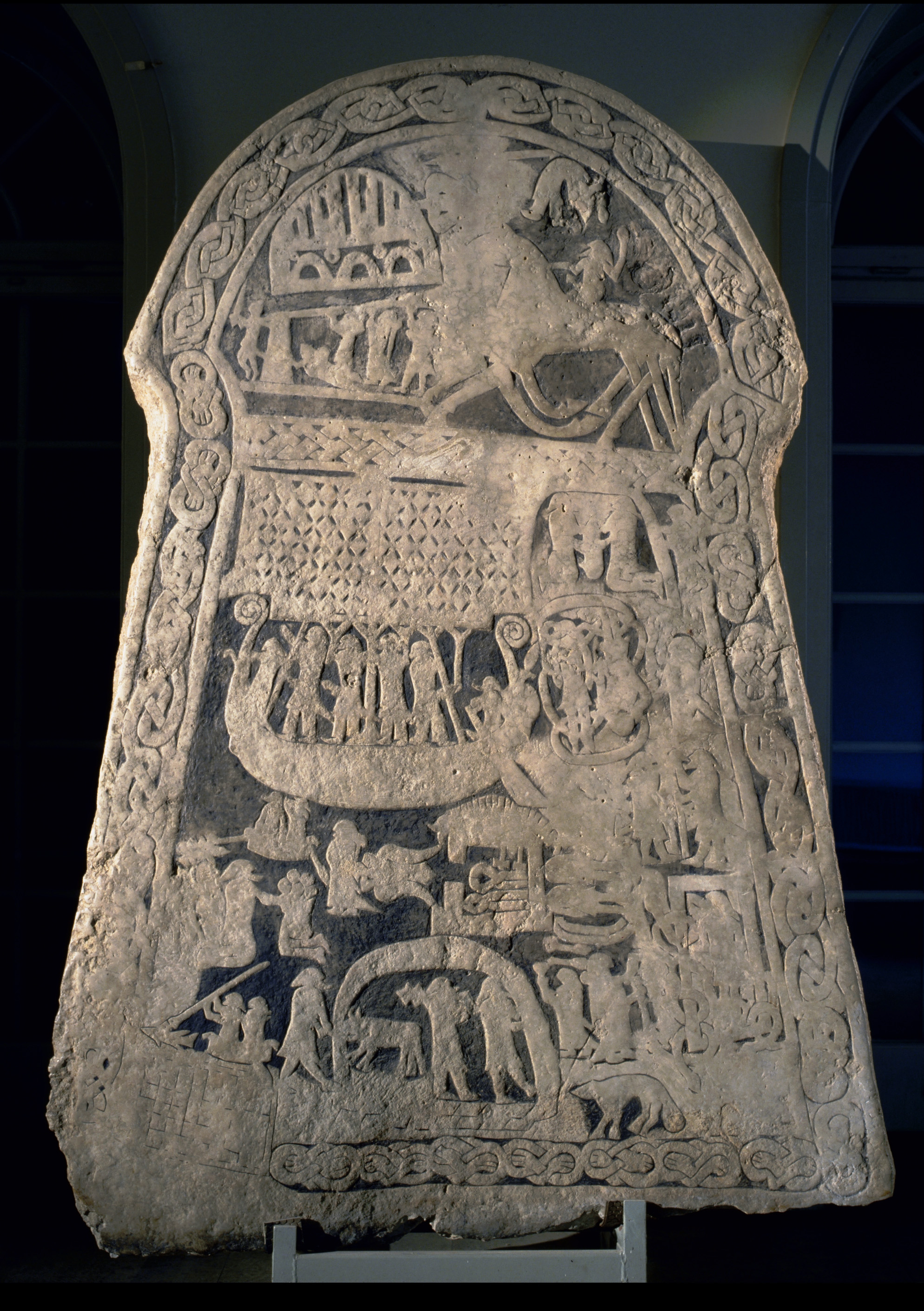
Völundstenen, den åttonde och mest kända av Ardrestenarna.

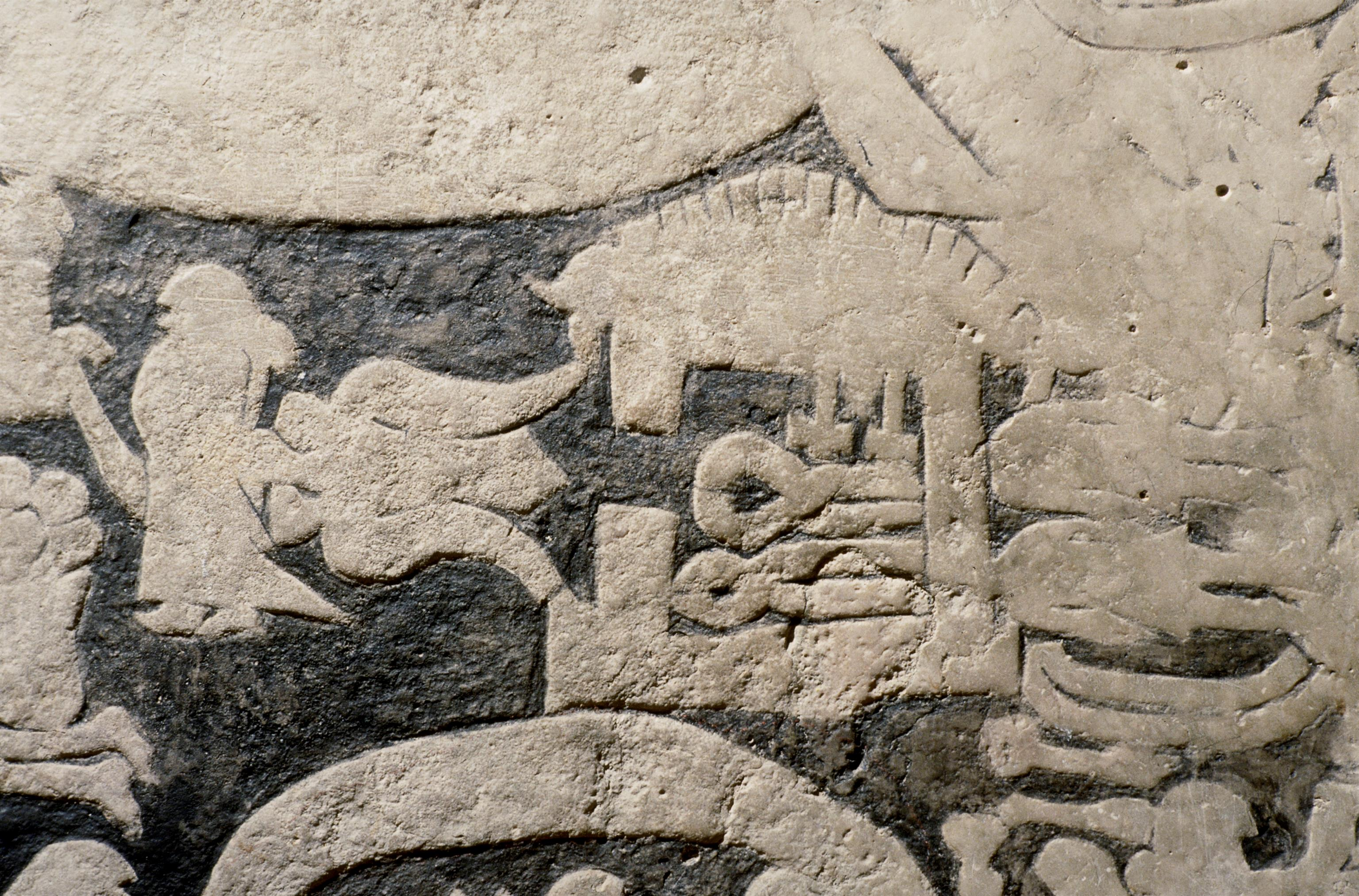
Scenen på Völundstenen där Völund flyr från kung Niduds smedja.

Ardrestenarna är en grupp om tio run- och bildstenar, daterade från 700- till 1000-talet. Stenarna hittades vid en restauration åren 1900–1902 i golvet på Ardre kyrka i Ardre socken på Gotland. I dag förvaras de på Statens historiska museum i Stockholm.
- Ardre kyrka 1 (H. Pipping[3] IV) — G 111
- Ardre kyrka 2 (H. Pipping VII) — G 112
- Ardre kyrka 3 (H. Pipping III) — G 113
- Ardre kyrka 4 (H. Pipping I, II, V och VI) — G 114

## Völundstenen
Den största och mest kända av stenarna är den åttonde, en bildsten vars motiv är scener ur fornnordisk mytologi. På bildens övre del syns bland annat hästen Sleipner med en ryttare som sannolikt är Oden. Figurerna har stora likheter med Tjängvidestenens bild på Sleipner och ryttare. Längre ner visas en scen ur Völundskvädet där smeden Völund flyr från kung Niduds smedja i fågelhamn. Bakom smedjan ligger Niduds söner halshuggna. Vidare syns Tor i sin jakt på Midgårdsormen, Lokes straff för Balders död och ett stort långskepp med besättning och upphissat segel.

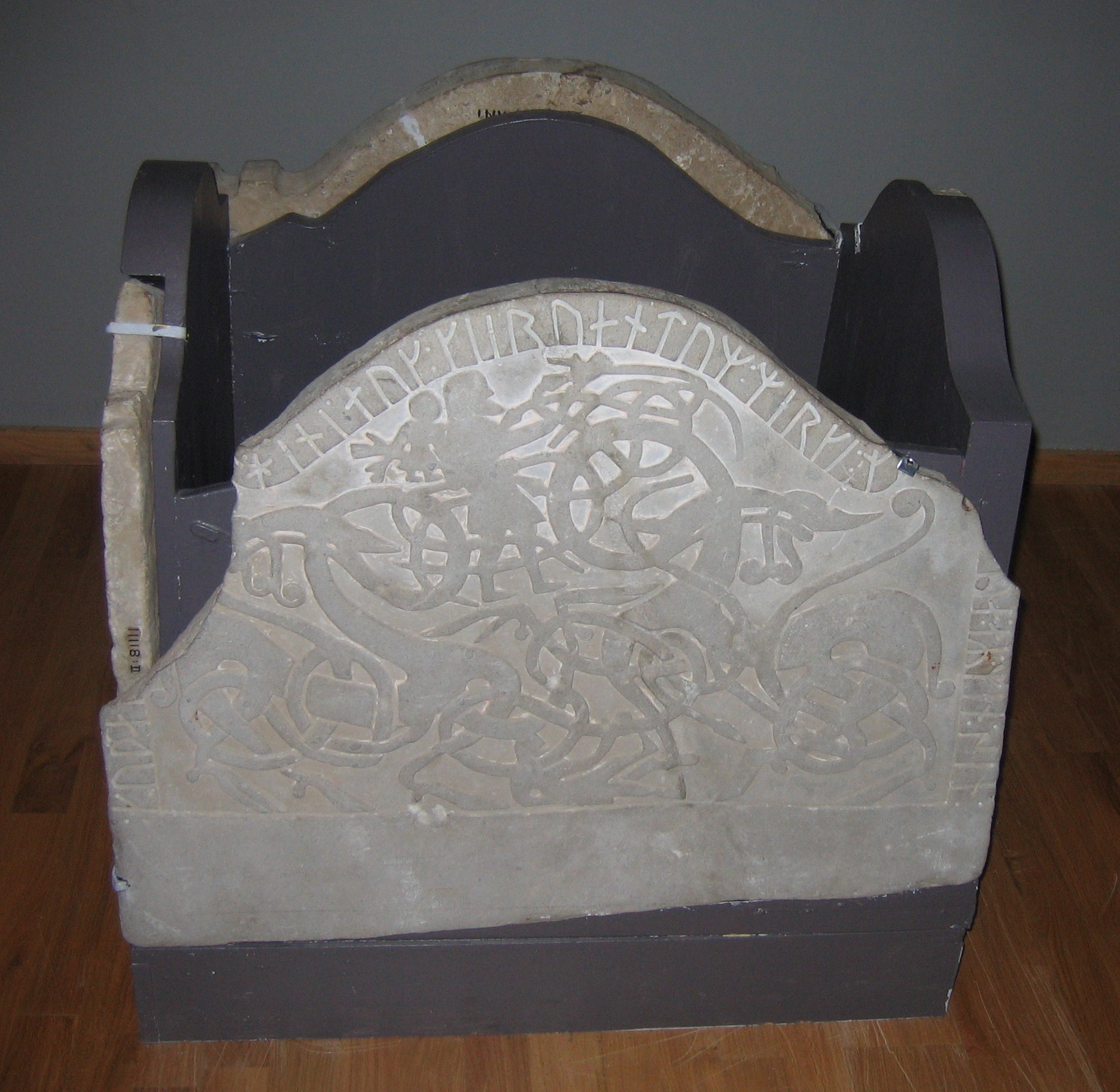
G 114, en av Ardrestenarna.